# Pascal Kravetz
Pascal Kravetz (* 28. Juli 1970 in Hamburg) ist ein Multiinstrumentalist, Songwriter, Musikproduzent, Komponist und Sänger.

## Leben
Kravetz ist der Sohn von Jean-Jacques Kravetz. Zum ersten Mal stand er 1981 mit Udo Lindenberg und dem Lied Wozu sind Kriege da? auf der Bühne. Kurz danach übernahm er das Keyboard in Deutschlands jüngster Rockband FUTURE! und tourte eine Zeit lang mit Lukas und Kieran Hilbert unter dem Management von Erwin Hilbert.
Nach der Mittleren Reife begann Kravetz ein Musikstudium am Hamburger Konservatorium, das er abbrach, als er 1988 ein Angebot von Peter Maffay erhielt. Seitdem ist Kravetz festes Mitglied der Maffay-Band und spielt dort Keyboard, Orgel, Akkordeon und Gitarren. Außerdem komponiert er für Maffay und produzierte viele seiner Alben und DVD-Produktionen.
Er spielte außerdem u. a. mit New Legend, Carl Carlton & the Songdogs, Mother’s Finest, Robert Palmer, Bruce Springsteen, Stephan Remmler, Frumpy, Jimmy Barnes, Joe Cocker, Tony Carey, Caro, Christian Eigner, Lukas Hilbert, Selig, Tara Gee, Gottfried Kalle Kalkowski, Fabian Harloff, Dandee und Helene Fischer. Als Songwriter arbeitet(e) er für Peter Maffay, Carl Carlton & the Songdogs, Tony Carey, Dandee, Caro und Lukas Hilbert.
2008 gründeten sein Vater, sein Bruder und er die Musikstiftung Entrée in Hamburg und nahmen ein Album auf, Jubilé – 40 Jahre Rockmusik, auf dem Pascal Kravetz auch als Leadsänger zu hören ist. Seit 2010 ist er musikalischer Leiter der Session-Band The Midnight Ramble All Stars, die für Udo Lindenbergs Rockliner gegründet wurden. 2013/14 und 2016/17 ging er mit Carl Carlton auf Tour im In- und Ausland.

## Projekte
- 1981: Wozu sind Kriege da? – Udo Lindenberg
- 1988: Lange Schatten Live – Peter Maffay
- 1990: New Legend – New Legend; Kalkowski-SturmSubluxation – Mother’s Finest
- 1991: 38317 – Peter Maffay; 38317 Liebe – Club Concert – Peter Maffay; New Legend – Deep Colors Bleed; News – Frumpy
- 1992: Freunde + Propheten – Peter Maffay; Und wenn ich will – Tara Gee
- 1993: Vamos – Stephan Remmler; New York Times – Carsten Bohn; Der Weg – Peter Maffay
- 1994: Hüh – Stephan Remmler; Tabaluga & Lilli Live – Peter Maffay;
- 1995: Ninety Five – Frumpy Live; The very best of Robert Palmer
- 1996: Lover Lover – Jimmy Barnes; In meinem Traum – Mireille Mathieu; Amnesia – Stephan Remmler; Sechsundneunzig – Peter Maffay; 96 Live – Peter Maffay
- 1997: Play it! Vol.1; Hungry Hearts – Bruce Springsteen
- 1998: Begegnungen – Peter Maffay; Begegnungen Live – Peter Maffay; Wenn eine Idee lebendig wird – Peter Maffay
- 1999: Rhythm & Blues – Robert Palmer; Seid Willkommen in Berlin – Udo Lindenberg; Wohin gehen wir – Udo Lindenberg
- 2000: X – Peter Maffay; Stranded on Fantasy Island – Frank Diez
- 2001: Revolution Avenue – Carl Carlton & The Songdogs; Heute vor dreißig Jahren – Peter Maffay; Wings of Freedom – German Rock Stars
- 2002: Tabaluga viatja buscant el seny Cris Juanico & Josep Carreras; Ein Sonnenstrahl – Mireille Mathieu; Tabaluga und das verschenkte Glück – Peter Maffay; Love & Respect – Carl Carlton & The Songdogs
- 2003: Schweine Ragga – Peter Maffay; Süße Lippen – Udo Lindenberg; Tabaluga und das verschenkte Glück Live – Peter Maffay; Tony Carey Live
- 2004: Tabaluga und das verschenkte Glück Live – Peter Maffay; Son of a Beach – Bluedog; Island & Deserts – Tony Carey; Tony Carey Live; Cahoots & Roots – Carl Carlton & The Songdogs; Damals in der DDR
- 2005: Laut & leise Album & Live – Peter Maffay; Eternity – Caro; Eternity Live – Caro; Eigene Single „Unser Lied“ Karat-30 Jahre Karat, Dandee-On the Road
- 2006: Begegnungen – Eine Allianz für Kinder, Bluedog-Rocks
- 2007: Tabaluga Das Weihnachtsalbum, Kuriosus Kurt – Tribut To Ronny Wood
- 2008: Maffay Ewig, Kravetz – 40 Jahre Rockmusik, CC & the Songdogs – Songs for the lost and Brave, Stadtparkkonzert zur Gründung der Kravetz Musikstiftung
- 2009: Peter Maffay Ewig Tour 09 / Hallen & Open Air mit dem Eric Burdon Song „Dead Bird on the Beach“ / Tour Songdogs / Europatour Mother’s Finest
- 2010: Produzent „Tattoos – 40 Jahre Maffay“, Nina Hagen Band auf Udo Lindenbergs Rockliner, Rockliner 2, Tattoos Tour mit Peter Maffay Herbst 2010
- 2011: Tattoos Tour mit Peter Maffay Sommer 2011, Album Tabaluga und die Zeichen der ZEIT + Tour
- 2012: Toast to Freedom – Amnesty International, Live in Dublin: Electric Burma u. a. mit Bono und Damien Rice
- 2014: Maffay Album Wenn das so ist
- 2015: Tabaluga Album Es lebe die Freundschaft
- 2016: Carl Carlton Tour & Album Woodstock & Wonderland
- 2017: Stadiontour Udo Lindenberg
- 2017: Co Produzent/Tour von Maffay MTV unplugged, Echonominierung für das Album MTV Unplugged in der Kategorie Produzent (Peter Keller / Pascal Kravetz)
- 2018: Tour mit Daniel Wirtz